# カイル・バルダ
カイル・バルダ（Kyle Balda）は、アメリカ合衆国アリゾナ州ツーソン出身のアニメーター、映画監督。
ピクサー・アニメーション・スタジオでアニメーターとして映画制作に携わり、現在はイルミネーションで働いている。

## 生い立ち
アリゾナ州ツーソンにて、マルタ人の母親のもとに生まれる。1990年代前半、カリフォルニア芸術大学を卒業。現在はパリに在住している。

## 来歴
1994年、インダストリアル・ライト&マジックでアニメーターとして働き始める。「マスク」、「ジュマンジ」、「マーズ・アタック!」などのアニメ制作に携わる他、1996年にはニュージーランドのWETAデジタルにて、「さまよう魂たち」に登場する死神のアニメ制作を手掛けた。その後、ピクサー・アニメーション・スタジオで働き始め、「バグズ・ライフ」、「トイ・ストーリー2」、「モンスターズ・インク」などのアニメ制作を手掛ける。2010年にはパリのイルミネーション・エンターテインメントに入社し、「怪盗グルーの月泥棒 3D」でレイアウトのリーダーを務める。また、この時期に短編の監督や、アニメーション学校での講演を行っている。
2012年、クリス・ルノーとの共同で「ロラックスおじさんの秘密の種」で監督を務める。ユニバーサル・スタジオからの公開後、3億4800万ドルの売り上げと、7000万ドルの興行収入を記録した。
2015年、ピエール・コフィンとの共同で「ミニオンズ」の監督を務める。9億1600万ドルの売り上げを記録した。

## 作品

### アニメーター
| 年   | 題名                                |
| ---- | ----------------------------------- |
| 1994 | マスク The Mask                     |
| 1995 | ジュマンジ Jumanji                  |
| 1996 | マーズ・アタック! Mars Attacks!     |
| 1996 | さまよう魂たち The Frighteners      |
| 1998 | バグズ・ライフ A Bug's Life         |
| 1999 | トイ・ストーリー2 Toy Story 2       |
| 2001 | モンスターズ・インク Monsters, Inc. |
| 2010 | 怪盗グルーの月泥棒 3D Despicable Me |

### 監督
| 年   | 題名                                              | 備考                         |
| ---- | ------------------------------------------------- | ---------------------------- |
| 2012 | ロラックスおじさんの秘密の種 Dr. Seuss' The Lorax | クリス・ルノーと共同監督     |
| 2015 | ミニオンズ Minions                                | ピエール・コフィンと共同監督 |
| TBA  | Three Bags Full: A Sheep Detective Movie          |                              |